# Yuri Bilibin
Yuri Alexandrovich Bilibin (em russo:  Ю́рий Алекса́ндрович Били́бин; Rostóvia, 19 de maio de 1901 – São Petersburgo, 4 de maio de 1952) foi um geólogo russo. Foi membro correspondente da Academia de Ciências da Rússia.